# Hypecoum erectum
Hypecoum erectum är en vallmoväxtart som beskrevs av Carl von Linné. Hypecoum erectum ingår i släktet fjärilsrökar, och familjen vallmoväxter. Inga underarter finns listade i Catalogue of Life.